# 维拉列斯
维拉列斯（法語：Villariès，法語發音：[vilaʁjɛs]）是法国上加龙省的一个市镇，属于图卢兹区。

## 地理
维拉列斯（43°45'12"N, 1°29'31"E）面积7.33 平方千米，位于法国奧克西塔尼大區上加龙省，该省份为法国西南部内陆省份，西南端与西班牙接壤，自此顺时针与上比利牛斯省、热尔省、塔恩-加龙省、塔恩省、奥德省和阿列日省接壤。
与维拉列斯接壤的市镇（或旧市镇、城区）包括：瓦基耶、巴聚斯、圣塞尔南堡、蒙伯龙、蒙茹瓦尔。

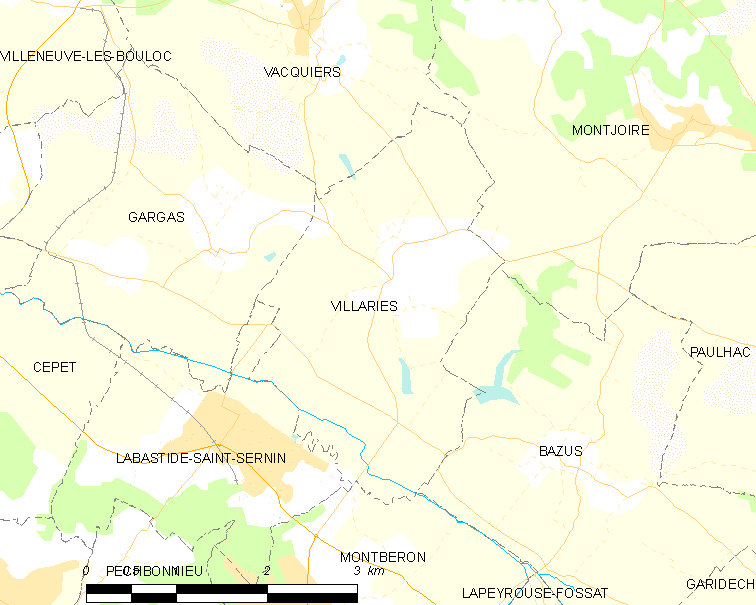
维拉列斯的OSM定位图

维拉列斯的时区为UTC+01:00、UTC+02:00（夏令时）。

## 行政
维拉列斯的邮政编码为31380，INSEE市镇编码为31579。

## 政治
维拉列斯所属的省级选区为佩什博尼约县。

## 人口

1962-2008年间维拉列斯人口变化图示

维拉列斯于2022年1月1日时的人口数量为879人。

## 图集

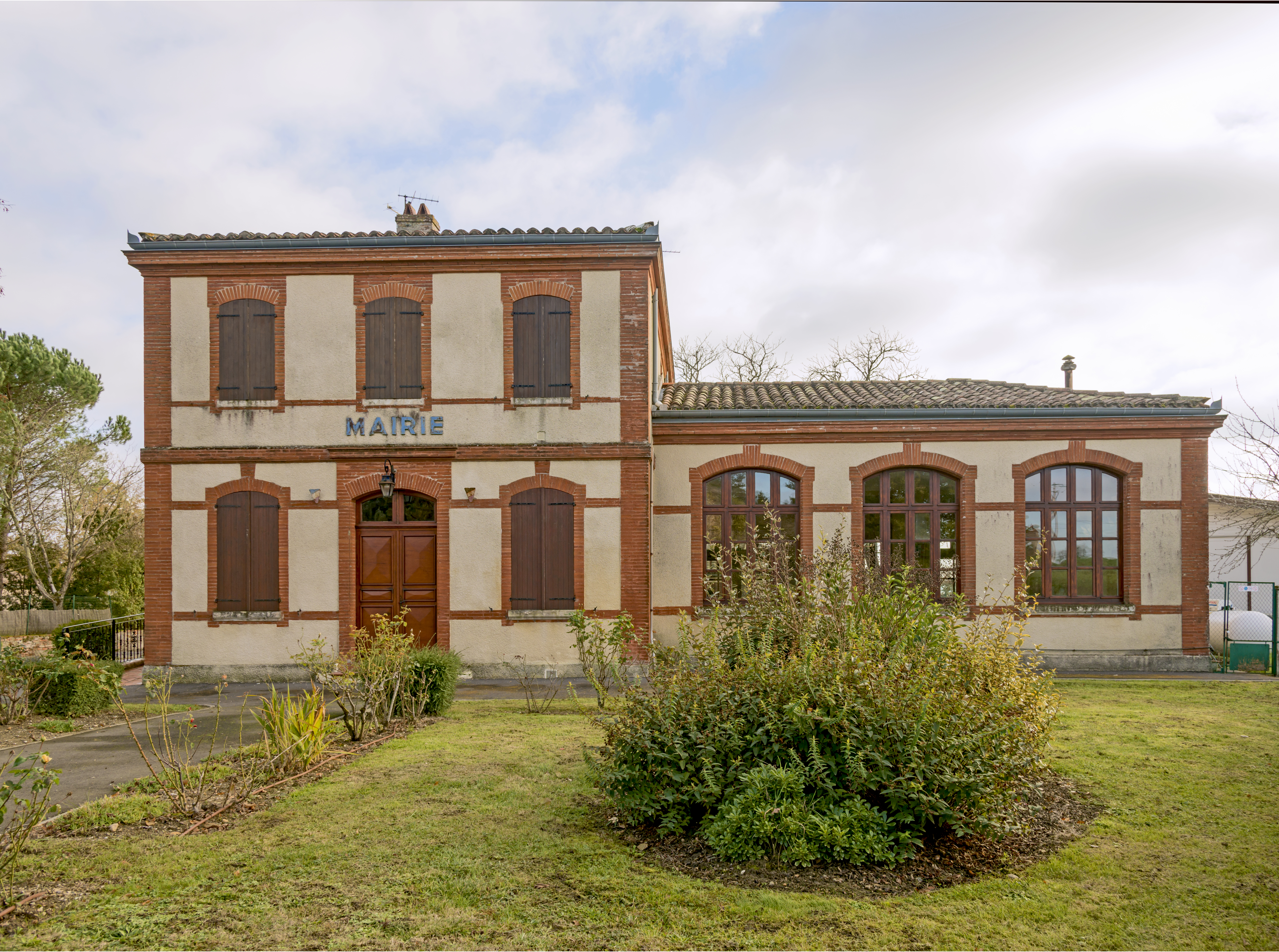
市政厅
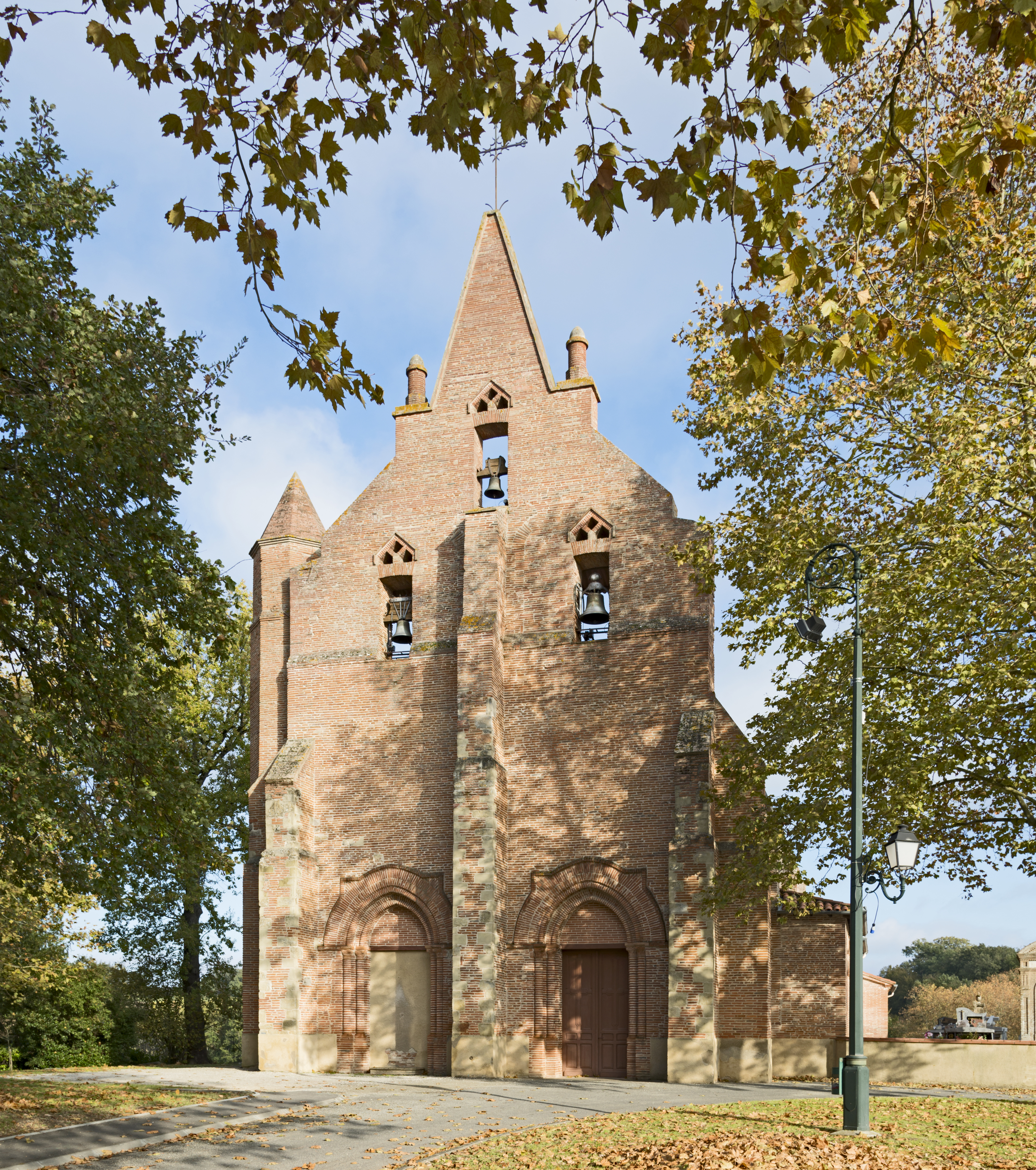
教堂
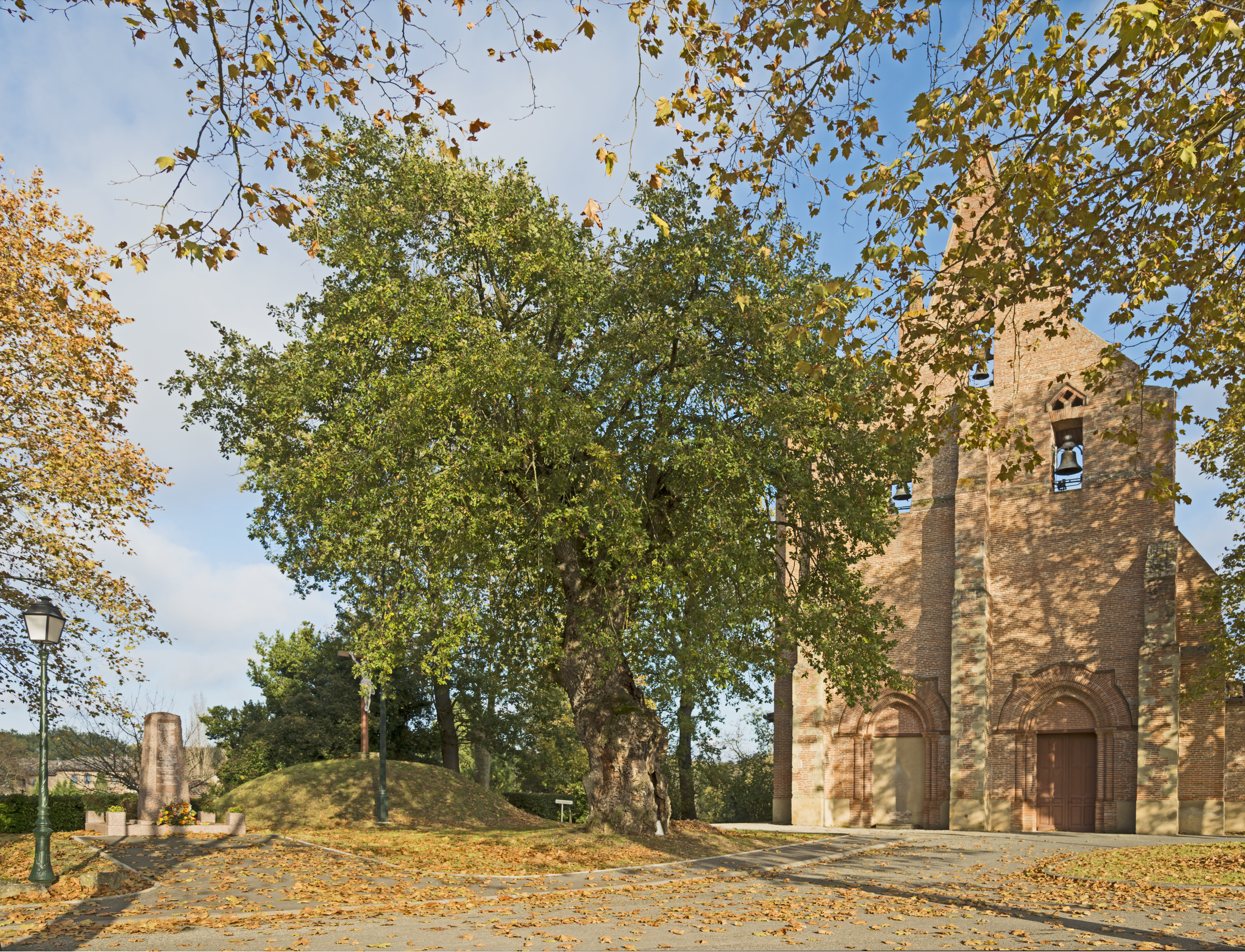
橡树